# استان جوشکان
جوشکان یکی از استان‌های کوچک ایران در عهد قاجار بود. این استان حدود ۲٫۶۰۰ کیلومتر مربع مساحت داشت.
در زمان صفویان این منطقه میمه نام داشت و مالیات‌گیرنده آن در روستای بزرگ جوشکان کالی ساکن بود . در زمان قاجار، استان جوشکان به عنوان یک شاه نشین برای بهرام میرزا معزالدوله قاجار ایجاد شد. پس از مرگ وی در سال ۱۸۸۲ میلادی، حکومت به پسرش اسماعیل میرزا معزالدوله رسید.  این سرزمین بعداً به استان اصفهان ایران امروزی ملحق شد.
جوشکان نام خود را از روستای جوشکان کالی گرفته‌است که زمانی به تولید پشم و قالی‌سازی شهرت داشت. کلمه کالی از نام آن به معنای فرش است.  بعدها، اقامتگاه فرماندار به میمه، که شهری کوچکتر بود، منتقل شد.  میمه در حدود ۱۰۰ کیلومتری شمال غربی اصفهان واقع شده‌است و تقریباً بین گلپایگان و نطنز قرار دارد.